# Stirling
Stirling (in gaelico scozzese Sruighlea, in scots Srivling; 32 230 abitanti nel 2004) è una città del Regno Unito, capoluogo dell'area amministrativa omonima, in Scozia.

## Posizione
Situata a circa 50 km a nord-ovest di Edimburgo nel centro dell'area conosciuta come Central Lowlands in una posizione che nella storia ne ha fatto il crocevia fra il sud della Scozia e le più impervie aree settentrionali.
La città, con un gradevole centro storico, si sviluppa intorno all'imponente castello medievale situato sulla sommità di una collina.

## Storia

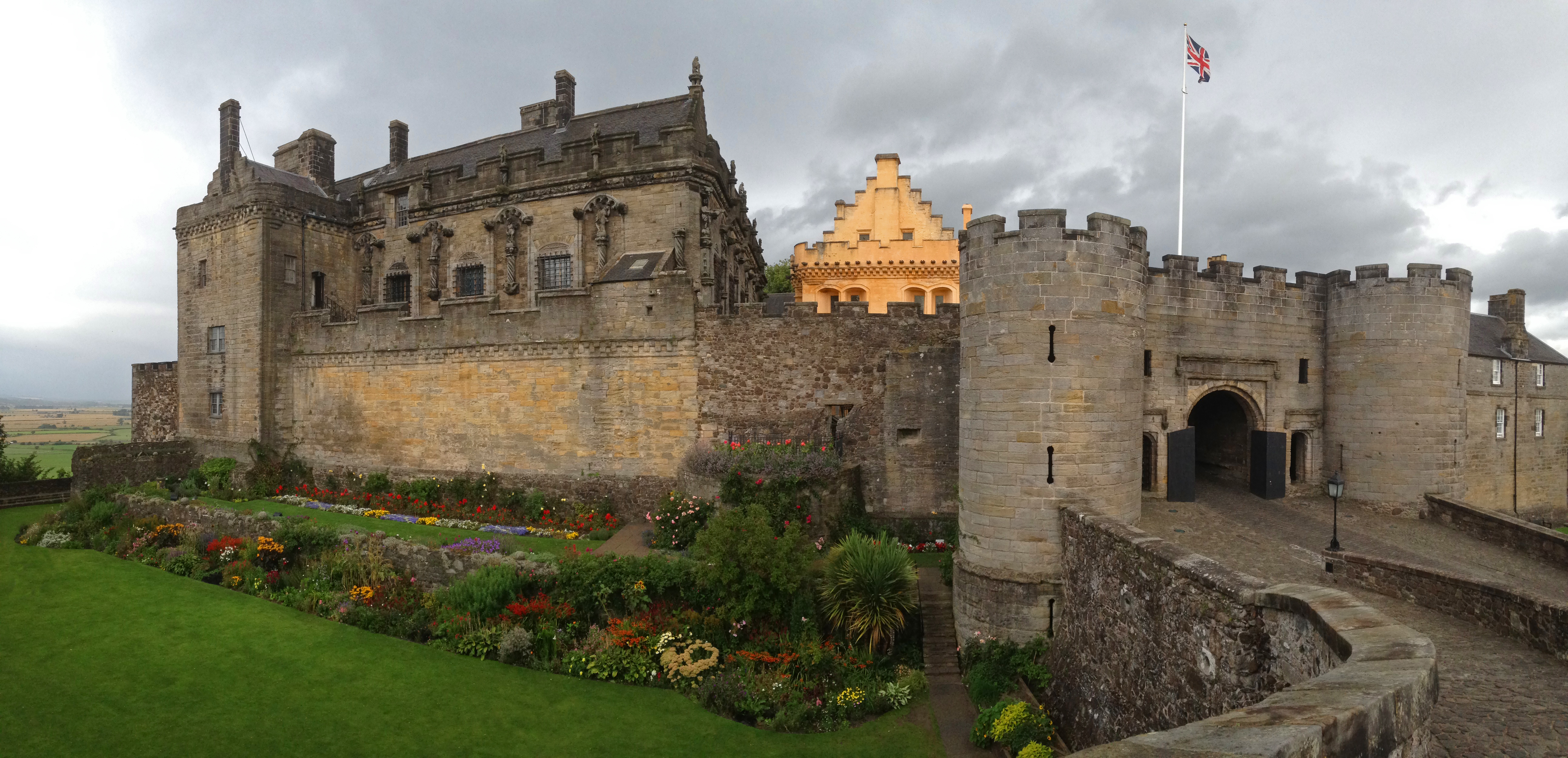
Il castello di Stirling

In passato fu capitale del Regno di Scozia e royal burgh fino al 1975; lo status di città le fu accordato solo nel 2002 in occasione del 50º giubileo della Regina Elisabetta II.
La città conobbe il suo periodo di massimo splendore tra il XV e il XVII secolo quando fu residenza degli Stuart: nella Chapel Royal del castello fu incoronata, nel 1543, la giovane Mary, regina degli scozzesi; suo figlio, Giacomo VI di Scozia (che divenne poi Giacomo I d'Inghilterra), fu invece incoronato nella Church of the Holy Rude, l'unica chiesa in Gran Bretagna, a parte l'abbazia di Westminster, ad aver ospitato un'incoronazione.
La città è stata inoltre in passato palcoscenico di alcuni degli episodi più salienti della storia della Scozia. Fu nella battaglia del ponte di Stirling che William Wallace sconfisse gli inglesi nel 1297; una nuova disfatta fu loro inflitta nel 1314 per mano di Robert Bruce nella battaglia di Bannockburn.

## Amministrazione

### Gemellaggi
- Vyborg
- Villeneuve d'Ascq
- Dunedin
- Óbuda
- Summerside
- Kecioren[1]